# 拉尔夫·瑙曼
拉尔夫·瑙曼（英語：Ralph Nauman，20世纪—），美国男子赛艇运动员。他曾代表美国参加世界赛艇锦标赛，获得一枚金牌和一枚铜牌，均来自男子轻量级八人单桨有舵手项目。